# Constantin Callens
Pour les articles homonymes, voir Callens.
 Constantin Jean Callens , né à Merksem, le 5 avril 1849 et décédé à Anvers le 6 mai 1927 fut un homme politique belge flamand libéral.
Il fut notaire.
Il fut élu sénateur de l'arrondissement de Anvers, élu suppléant en 1912, effectif dès 1918,,.